# Mrzlica vzhodnoafriškega jarka
Mrzlica vzhodnoafriškega jarka (angl. Rift Valley Fever, RVF) je virusno obolenje , ki ima lahko blage, pa tudi hude simptome. Blagi simptomi  so lahko med drugim: vročina, bolečine v mišicah in glavoboli, ki pogosto trajajo tja do enega tedna.  Hudi simptomi so lahko: izguba vida, do katere začne prihajati tri tedne po okužbi, okužbe možganov, ki povzročajo hude glavobole in zmedenost, in krvavitve ter težave z jetri, ki se lahko pojavijo v prvih nekaj dnevih.  Pri osebah, ki krvavijo, znaša verjetnost za smrt visokih 50 %.
Bolezen povzroča virus RVF, ki je  tipa "Flebovirus".  Širi se bodisi prek stika z okuženo krvjo živali, vdihavanja zraka okoli okužene živali, ki se jo kolje, prek pitja surovega mleka okužene živali ali s pikom okuženega komarja.  Prizadete živali so lahko med drugim krave, ovce, koze in kamele.  Pri teh živalih širijo bolezen predvsem komarji.  Bolezen se s človeka na človeka zgleda ne prenaša.  Diagnoza se postavlja na osnovi protiteles proti virusu ali virusa samega v krvi.
Bolezen pri ljudeh se preprečuje s cepljenjem živali proti bolezni.  To je treba storiti, preden pride do izbruha bolezni, cepljenje med izbruhom lahko poslabša stanje.  Prav tako pomaga, če se med izbruhom preprečuje gibanje živali.  Ker lahko tudi pomaga, je zmanjšati število komarjev in se izogibati pikom.  Cepivo za ljudi je na voljo, vendar leta 2010 še ni bilo širše dostopno.  Za enkrat okužene specifičnega zdravljenja ni.
Do  izbruhov bolezni je prišlo doslej samo v Afriki in Arabiji.  Izbruhi se po navadi pojavijo v obdobjih povečanih padavin, ki povečujejo število komarjev.  O bolezni so prvič poročali pri živini v Vzhodnoafriškem jarku v Keniji v začetku leta 1900,  virus pa so  prvič izolirali leta 1931.